# Norwegian Wood
Norwegian Wood är en roman skriven av den japanske författaren Haruki Murakami. Den utgavs för första gången 1987 och utkom på svenska, i översättning av Eiko och Yukiko Duke, 2003. Romanen gjorde Murakami omåttligt populär i sitt hemland, något han tidvis fann besvärande.
Romanens titel anspelar på The Beatles låt "Norwegian Wood (This Bird Has Flown)", skriven av John Lennon och Paul McCartney. Låten omnämns upprepade gånger i romanen och är också karaktären Naokos favoritlåt.
Boken har filmatiserats i regi av Anh Hung Tran och med bland andra Kenichi Matsuyama och Rinko Kikuchi i huvudrollerna.

## Handling
Norwegian Wood är en nostalgisk historia om att mista sin nära och om sexualitet. Boken tar avstamp i en flygtur där bokens protagonist och tillika berättarröst, den 37-årige Toru Watanabe, hör en sliskig orkesterversion av The Beatles-låten "Norwegian Wood (This Bird Has Flown)". Låten får honom att minnas sin händelserika studenttid i slutet av 1960-talet.
Toru, dennes klasskamrat Kizuki och Naoko är de bästa av vänner. Kizuki och Naoko i synnerhet står varandra väldigt nära och betraktar sig som själsfränder. Den idylliska vänskapen blir abrupt avbruten när Kizuki begår självmord på sin 17-årsdag. Både Toru och Naoko blir djupt berörda av händelsen och börjar tillbringa mer tid ihop för att försöka trösta varandra. Sexuell attraktion uppstår och de har sex på natten på Naokos 20-årsdag. Efter händelsen lämnar Naoko ett brev till Toru som uttrycker hennes vilja att vara honom temporärt frånskild, samt att hon avser att avbryta sina studier och bosätta sig på ett sanatorium.
Det sena 1960-talets Japan präglas i boken av radikala politiska idéströmningar. Studenterna på Torus internat beger sig ut i strejk med krav på revolution. Till synes oförklarligt väljer studenterna dock att avbryta sin strejk, något som upprör Toru då han ser detta som hyckleri.
Toru blir vän med en klasskamrat från dramakursen han går på, Midori Kobayashi. Hon är motsatsen till Toru: utåtriktad, livfull och självsäker. Toru blir attraherad av Midori, trots att han är förälskad i Naoko. Torus känslor för Midori är besvarade och deras relation fördjupas i Naokos frånvaro.
Toru besöker Naoko i sanatoriet, beläget nära Kyoto. Där möter han Reiko Ishida, en patient som står Naoko mycket nära. Under detta och efterföljande besök avslöjer både Reiko och Naoko mycket om deras respektive förflutna: Reiko om sitt sökande efter en sexuell identitet och Naoko om sin äldre systers självmord, som ägt rum många år tidigare.
Tillbaka i Tokyo börjar Toru oavsiktligen fjärma sig från Midori, som en följd av hans oförmåga av att ta hänsyn till hennes behov och önskemål, samt hans grubblerier över Naoko. Han skriver ett brev till Reiko där han ber om råd för hur han ska handskas med sina motstridiga känslor för Midori och Naoko. Reiko råder honom att försöka med Midori, för att se hur deras relation utvecklar sig.
I ett brev får Toru reda på att Naoko har begått självmord. Toru tar händelsen mycket hårt och reser iväg för att sörja. Efter en månad av planlöst resande återvänder han till Tokyo och väl där kontaktar han Reiko, som önskade besöka honom. De båda har sex och det är genom den upplevelsen tillsammans med deras intima samtal som Toru inser att Midori är den viktigaste personen i hans liv. Toru ringer upp henne för att ge sin kärleksförklaring. Midoris reaktion är kall, även om hon inte bryter samtalet som hon gjort vid tidigare tillfällen. Vad som händer efter detta får läsaren inte veta.